# Sunray (Texas)
Sunray is een plaats (city) in de Amerikaanse staat Texas, en valt bestuurlijk gezien onder Moore County.

## Demografie
Bij de volkstelling in 2000 werd het aantal inwoners vastgesteld op 1950.
In 2006 is het aantal inwoners door het United States Census Bureau geschat op 1968, een stijging van 18 (0,9%).

## Geografie
Volgens het United States Census Bureau beslaat de plaats een oppervlakte van
4,4 km², geheel bestaande uit land. Sunray ligt op ongeveer 1069 m boven zeeniveau.

## Plaatsen in de nabije omgeving
De onderstaande figuur toont nabijgelegen plaatsen in een straal van 40 km rond Sunray.